# Ковакс-19
Ковакс-19 (COVAX-19 или SpikoGen)  је рекомбинантна вакцина против ковида 19 заснована на протеинима коју је развила биотехнолошка компанија Vaxine из Јужне Аустралије. У току је клиничко испитивање вакцине у сарадњи са иранском компанијом CinnaGen.

## Клиничка испитивања
| Фаза | Регистрациони број                                           | Почетак        | Број испитаника | Број испитаника | Број испитаника | Старост испитаника | Локација             | Извори      |
| Фаза | Регистрациони број                                           | Почетак        | Укупно          | Вакцина         | Плацебо         | Старост испитаника | Локација             | Извори      |
| ---- | ------------------------------------------------------------ | -------------- | --------------- | --------------- | --------------- | ------------------ | -------------------- | ----------- |
| I    | NCT04453852                                                  | 30. јун 2020   | 40              | 30              | 10              | 18–65 година       | Аделаиде, Аустралија | [ 5 ] [ 6 ] |
| II   | IRCT20150303021315N23 Архивирано на веб-сајту (11. јул 2021) | 30. мај 2021   | 400             | 300             | 100             | 18+ година         | Техеран, Иран        | [ 7 ]       |
| II   | NCT04944368                                                  | 30. мај 2021   | 400             | 300             | 100             | 18+ година         | Техеран, Иран        | [ 8 ]       |
| III  | IRCT20150303021315N24                                        | 7. август 2021 | 16,876          | 12,657          | 4,219           | 18–50 година       | Техеран, Иран        | [ 3 ]       |
| III  | NCT05005559                                                  | 7. август 2021 | 16,876          | 12,657          | 4,219           | 18–50 година       | Техеран, Иран        | [ 9 ]       |